# Pinaxister decipiens
Pinaxister decipiens är en skalbaggsart som först beskrevs av Horn 1883.  Pinaxister decipiens ingår i släktet Pinaxister och familjen stumpbaggar. Inga underarter finns listade i Catalogue of Life.